# Arachnoidella dubia
Arachnoidella dubia är en mossdjursart som beskrevs av Jean-Loup d'Hondt 1975. Arachnoidella dubia ingår i släktet Arachnoidella och familjen Arachnidiidae. Inga underarter finns listade i Catalogue of Life.